# Rudolf Marku
Rudolf Marku, född 1950, uppväxt i Lezha i Albanien, albansk författare.
Han slutförde sina studier vid universitetet i Tirana 1968 och arbetade en tid som lärare. Under flera år tjänstgjorde Marku som redigerare för Tiranas litterära nyhetstidning "Drita", där han för det albanska folket introducerade många nya och tidigare förbjudna författare.
Hösten 1991 blev han vald till kulturminister och utsågs senare av Albaniens utrikesminister att arbeta vid den albanska ambassaden i London, där han idag är bosatt. Marku har översatt verk av T S Eliot, Ezra Pound och W.H. Auden till albanska.

## Diktsamlingar
- "Shokët e mi", i Tirana 1974.
- "Rruga", i Tirana 1977.
- "Sërishmi", Tirana 1982.
- "Udhëtim për në vendin e gjërave që njohim" i Tirana 1989.
- "Vdekja lexon gazetën", Elbasan 1995.